# Kees de Vries
Kees de Vries (nascido em 30 de agosto de 1955) é um político alemão. Nascido em Nibbixwoud, ele representa a CDU. Kees de Vries é membro do Bundestag do estado da Saxónia-Anhalt desde 2013.

## Vida
Ele tornou-se membro do bundestag após as eleições federais alemãs de 2013. Ele é membro do Comité de Alimentação e Agricultura.